# Rally de San Froilán de 1987
El Rally San Froilán de 1987, oficialmente 9.º Rallye de San Froilán, fue la novena edición y la novena ronda de la temporada 1987 del Campeonato de España de Rally. Se celebró del 10 al 11 de octubre y contó con un itinerario que sumaba un total de 206 km cronometrados.
Con un clima adverso de lluvia y frío intenso Carlos Sainz con su Ford Sierra RS Cosworth sumó su sexta victoria consecutiva en el campeonato de España y aventajando con claridad el liderato a falta de dos pruebas. Su principal rival en la prueba fue inicialmente Pep Bassas que sufrió una avería en el alternador de su BMW, montado con prisas y sin probar tras su último accidente en Asturias, y no pudo terminar. Sin él, Sainz lideró sin mayores contratiempos hasta el final por lo que la atención se centró en la pelea por la segunda plaza. Beny Fernández ocupó la segunda plaza inicialmente pero un pinchazo le hizo perder un minuto y la posición, en favor de Guillermo Barreras que sumó el único podio de la temporada a pesar de una salida de pista en la que llegó a golpear a un cámara de televisión donde rompió el parabrisas, afortunadamente sin daños personales. La tercera plaza fue entonces para Beny que se vio beneficiado por la salida de carretera de Borja Moratal cuando ocupaba la tercera plaza del podio, que le hizo perder dos minutos. En quinta posición terminó Jesús Puras con nuevo motor en su Renault 11 por delante de Gustavo Trelles que fue el ganador de grupo N. El ganador de la edición anterior, Salvador Servià no tuvo tanta suerte y tras romper un palier en el tercer tramo perdió hasta catorce minutos entre reparación y penalización que solo le permitió ser noveno. Aun así sumó puntos para el campeonato que lo mantenían con opciones al título. En la Copa Ibiza ganó Cele Foncueva y en el Desafío Peugeot Roland Holke, ambos sin oposición.

## Clasificación final
| Pos. | Piloto                | Copiloto          | Automóvil               | Tiempo  | Diferencia |
| ---- | --------------------- | ----------------- | ----------------------- | ------- | ---------- |
| 1.   | Carlos Sainz          | Antonio Boto      | Ford Sierra RS Cosworth | 2:13:41 | 0.0        |
| 2.   | Guillermo Barreras    | Luis Moya         | Renault 11 Turbo        | 2:15:23 | +1:42      |
| 3.   | Beny Fernández        | José Luis Sala    | Opel Kadett GSI         | 2:16:30 | +2:49      |
| 4.   | Borja Moratal         | Alfredo Rodríguez | Peugeot 205 GTI         | 2:16:57 | +3:16      |
| 5.   | Jesús Puras           | Tomás Aguado      | Renault 11 Turbo        | 2:18:29 | +4:48      |
| 6.   | Gustavo Trelles       | Bandera de ?      | Renault 5 GT Turbo      | 2:19:32 | +5:51      |
| 7.   | Germán Castrillón     | Bandera de ?      | Renault 5 GT Turbo      | 2:22:22 | +8:41      |
| 8.   | José Manuel Hernández | Bandera de ?      | Renault 5 GT Turbo      | 2:22:47 | +9:06      |
| 9.   | Salvador Servià       | Jordi Sabater     | Volkswagen Golf GTi 16V | 2:28:57 | +15:16     |
| 10.  | Cele Foncueva         | Álex Romaní       | SEAT Ibiza 1.5 GLX      | 2:30:47 | +17:06     |